# Хохлова, Ирина Викторовна
Ирина Викторовна Хохлова (укр. Ірина Вікторівна Хохлова; род. 29 января 1990, Амвросиевка, Донецкая область) — аргентинская спортсменка украинского происхождения, занимающаяся современным пятиборьем. Серебряный призёр Чемпионата Европы 2012 года. Дебютантка на летних Олимпийских играх 2012, занявшая 10-е место. Чемпионка и призёрка Чемпионатов Украины. Мастер спорта Украины международного класса.

## Рейтинги
| Дата       | Место | Очки | Событие 1                                               | Событие 2                                                    | Событие 3                                                     |
| ---------- | ----- | ---- | ------------------------------------------------------- | ------------------------------------------------------------ | ------------------------------------------------------------- |
| 01.06.2013 | 7     | 155  | Чемпионат Европы София, 4 июля 2012 2-е место, 55 очков | Олимпийские игры Лондон, 12 августа 2012 10-е место, 52 очка | 3-й этап Кубка мира Чэнду, 17 апреля 2013 4-е место, 48 очков |

| Дата       | Место | Очки | Событие 1                                                     | Событие 2                                                             | Событие 3                                                              |
| ---------- | ----- | ---- | ------------------------------------------------------------- | --------------------------------------------------------------------- | ---------------------------------------------------------------------- |
| 01.06.2013 | 6     | 115  | 3-й этап Кубка мира Чэнду, 17 апреля 2013 4-е место, 48 очков | 2-й этап Кубка мира Рио-де-Жанейро, 20 марта 2013 9-е место, 39 очков | 1-й этап Кубка мира Палм-Спрингс, 20 февраля 2013 20-е место, 28 очков |

## Спортивные достижения
| Фехтование | Фехтование | Фехтование | Плавание | Плавание | Плавание | Конкур | Конкур | Бег + стрельба | Бег + стрельба | Бег + стрельба | Всего |
| Уколы      | Очки       | Место      | Время    | Очки     | Место    | Очки   | Место  | Время          | Очки           | Место          | Всего |
| ---------- | ---------- | ---------- | -------- | -------- | -------- | ------ | ------ | -------------- | -------------- | -------------- | ----- |
| 22         | 972        | 5          | 2:15.74  | 1172     | 6        | 1180   | 23     | 11:58.98       | 2128           | 7              | 5452  |

## Личная информация
Студентка Донецкого национального университета экономики и торговли. Хобби: книги, компьютер, музыка. Не замужем.